# كلو كلو لاند
كلو كلو لاند (بالإنجليزية: Clu Clu Land)‏ ، هي لعبة إلكترونية من نوع أحجية، أنتجت شركة نينتندو سنة 1984م، وأعيد إصدار اللعبة من قبل متجر فرتشويل كونسول بالولايات المتحدة بتاريخ 1 سبتمبر عام 2008م، ، بالإضافة إلى إعادة الإصدار عبر نظام وي يو عام 2013م.

## قصة اللعبة
في عالم كلو كلو لاند، تبدأ السمك الفقاعة تدعى غلوبي، أو غوروبي (باليابانية: グルッピー) ، وتهدف لجمع العدد من الذهب ويجب على الفقاعة أن تحذر من أشواك الخضر حتى لا تخسر، والحذر من وقوع في الفخ في وسط الشاشة.

## مصدر
1. ↑  "One WiiWare Game and Two Virtual Console Games Added to Wii Shop Channel". Nintendo of America. 1 سبتمبر 2008. مؤرشف من الأصل في 2016-10-20. اطلع عليه بتاريخ 2008-09-04.

## وصلات خارجية
- كلو كلو لاند guide في موقع ستراتيجي ويكي
- Clu Clu Land على موبي غيمز
- Clu Clu Land at NinDB